# 长萼亚麻
长萼亚麻（学名：Linum corymbulosum）为亚麻科亚麻属下的一个种。